# Gisela Bock (Politikerin)
Gisela Bock (* 27. Mai 1941 in Oberstdorf) ist eine  deutsche Politikerin (FDP). Von 1990 bis 1994 gehörte sie in der 12. Legislaturperiode dem Bayerischen Landtag an.

## Leben
Bock arbeitete, als ausgebildete Diplomchemikerin, von 1970 bis 1991 als Lehrdozentin an der Medizinisch-Technischen Lehranstalt Kempten, ferner unterrichtete sie an der Fachoberschule und Berufsaufbauschule und arbeitete in der Erwachsenenbildung der IHK Augsburg.
Sie ist verheiratet und hat zwei Söhne.

## Politik
Gisela Bock trat 1972 der FDP bei und war von 1983 bis 1990 Kreisvorsitzende in Kempten (Allgäu). 1989 (bis 2003) wurde sie Bezirksvorsitzende der FDP Schwaben, 1991 (bis 1998) stellvertretende Landesvorsitzende, 1995 (bis 1997) Mitglied des Bundesvorstands der FDP, 1995 (bis 2001) Seniorenbeauftragte der Bundes-FDP und von 1995 bis 1998 Generalsekretärin der FDP Bayern.
Von 2001 bis 2004 war sie stellvertretende Bundesvorsitzende der Liberalen Senioren, deren bayerischen Landesverband sie seit 2003 vorsitzt.
Bock ist Ehrenvorsitzende der FDP Schwaben und der FDP Oberallgäu sowie kooptiertes Mitglied des Landesvorstandes der bayerischen FDP.

## Öffentliche Ämter
Gisela Bock wurde bei der Landtagswahl 1990 im Wahlkreis Schwaben nicht als Direktkandidatin gewählt, wurde aber als Listennachfolgerin von Josef Grünbeck Mitglied des Bayerischen Landtages. Sie gehörte folgenden Ausschüssen an:
- Ausschuss für Eingaben und Beschwerden
- Ausschuss für Ernährung, Landwirtschaft und Forsten
- Untersuchungsausschuss betreffend das Verhalten von Mitgliedern der Staatsregierung (Streibl)
- Untersuchungsausschuss zur Überprüfung des Verdachts, dass das Kabinettsmitglied Dr. Peter Gauweiler Beziehungen gegen monatlich 10 .000 DM plus Mehrwertsteuer verpachtet hat
- Untersuchungsausschuss betreffend Beziehungsgeflecht in Bayern zwischen Politikern und Steuerschuldnern "Steuerfälle" (stellv. Mitglied)

Nach dem Scheitern der FDP an der Fünf-Prozent-Hürde bei der Landtagswahl 1994 schied sie aus dem Landtag aus.
Bock war von 1996 bis 1999 Mitglied des Kemptener Stadtrates und gehört seit 2002 dem Kreistag Oberallgäu an.

## Ehrungen
Bayerischer Verdienstorden (2011)